# Niaqornaarsuk
Niaqornaarsuk (Niaqornârssuk prima della riforma ortografica del 1973) è un piccolo villaggio della Groenlandia di 334 abitanti (gennaio 2005). Si trova a 68°14'N 52°52'O, a 40 km da Kangaatsiaq; appartiene al comune di Qeqertalik.